# I Gummi
I Gummi (Adventures of the Gummi Bears) è una serie televisiva d'animazione prodotta dalla Walt Disney Television Animation e trasmessa negli Stati Uniti per sei stagioni dal 1985 al 1991. La serie, che Michael Eisner ideò sulla base delle caramelle del tipo orsetto gommoso che i suoi figli amavano, si svolge in un mondo immaginario di terre medievali e magia e si concentra sulle gesta di sette esseri mistici noti come Orsi Gummi mentre affrontano una serie di problemi oltre ad aiutare i loro amici umani e sventare i piani di vari personaggi malvagi. Gli episodi consistono in una singola storia o in due segmenti da 11 minuti. È una delle prime serie animate prodotte dalla Disney insieme a I Wuzzles e iniziò il 14 settembre 1985 sulla NBC, dove furono trasmesse le prime quattro stagioni. Le ultime due stagioni furono invece trasmesse rispettivamente sulla ABC e in syndication fino al 22 febbraio 1991. È stata pubblicata in VHS col titolo Gummi's e dal 2004 viene distribuita col titolo Le avventure dei Gummi.
La serie, dal budget generoso, divenne celebre non solo per aver guidato lo stile delle serie animate Disney che seguirono, ma anche per aver avviato un'era di miglioramento artistico nell'animazione televisiva stimolato dal suo successo.

## Premessa
I Gummi è ambientata in un mondo da fiaba medievale e si concentra su un gruppo di sei "Orsi Gummi", una razza di orsi antropomorfi con grandi abilità nella magia e nella tecnologia. Il gruppo vive nell'insediamento segreto sotterraneo della Valle dei Gummi (chiamata anche Gummilandia) all'interno della foresta del regno di Dunwyn. Molto tempo fa, i Gummi avevano una civiltà potente e altamente sviluppata, ma furono perseguitati da eserciti umani che cercarono di accedere alla loro conoscenza e alla fine spinsero quasi tutti i Gummi a nord. La maggior parte dei Gummi si stabilì quindi in un continente sconosciuto agli umani e fu dimenticata nel tempo. Ora sono generalmente considerati una leggenda dagli umani, ma pochi sanno che esistono ancora. Durante la ricerca dei Gummi della loro eredità, vecchie rovine ed edifici intatti con alcuni dispositivi ad alta tecnologia vengono ripetutamente scoperti.
Nonostante i loro sforzi per continuare a vivere liberi dall'influenza umana e al sicuro dalle minacce, gli orsi della Valle dei Gummi incontrano gradualmente diversi umani. Contrariamente a tutte le paure e i pregiudizi, gli incontri non sempre si concludono con scontri e combattimenti; mentre la maggior parte degli umani liquida ogni incontro come un'illusione e lo toglie dalla mente, alcuni umani (soprattutto i bambini) cercano di fare amicizia con i Gummi. Solo coloro che credono ancora ai Gummi e conoscono la loro magia cercano di catturarli. Gli amici più intimi dei Gummi tra gli umani sono la principessa Calla, figlia di re Gregor ed erede al trono di Dunwyn, e Cavin, lo scudiero del cavaliere capo di Gregor, Sir Tuxford.
I Gummi devono il loro nome a una pozione magica chiamata "succo di Gummifrutta", che consente loro di rimbalzare come una palla di gomma. Il succo è prodotto da Grammi Gummi utilizzando un'antica e segreta ricetta dalla Gummifrutta che cresce nella foresta di Dunwyn. Il succo di Gummifrutta conferisce agli umani e ai mostri una forza sovrumana per un breve periodo, ma a differenza dei Gummi, funziona sugli umani solo una volta al giorno. Il malvagio e assetato di potere Duca Igthorn cerca costantemente di ottenere la formula della pozione e i segreti rimanenti dei Gummi con il suo servitore Orchiello e il suo esercito privato di orchioni. Cerca di conquistare Dunwyn, detronizzare il re e stabilire un regno del terrore. I Gummi devono spesso intervenire, anche se segretamente, per proteggere il re, i loro amici e i loro segreti dalle macchinazioni di Igthorn e di altri nemici.

## Personaggi

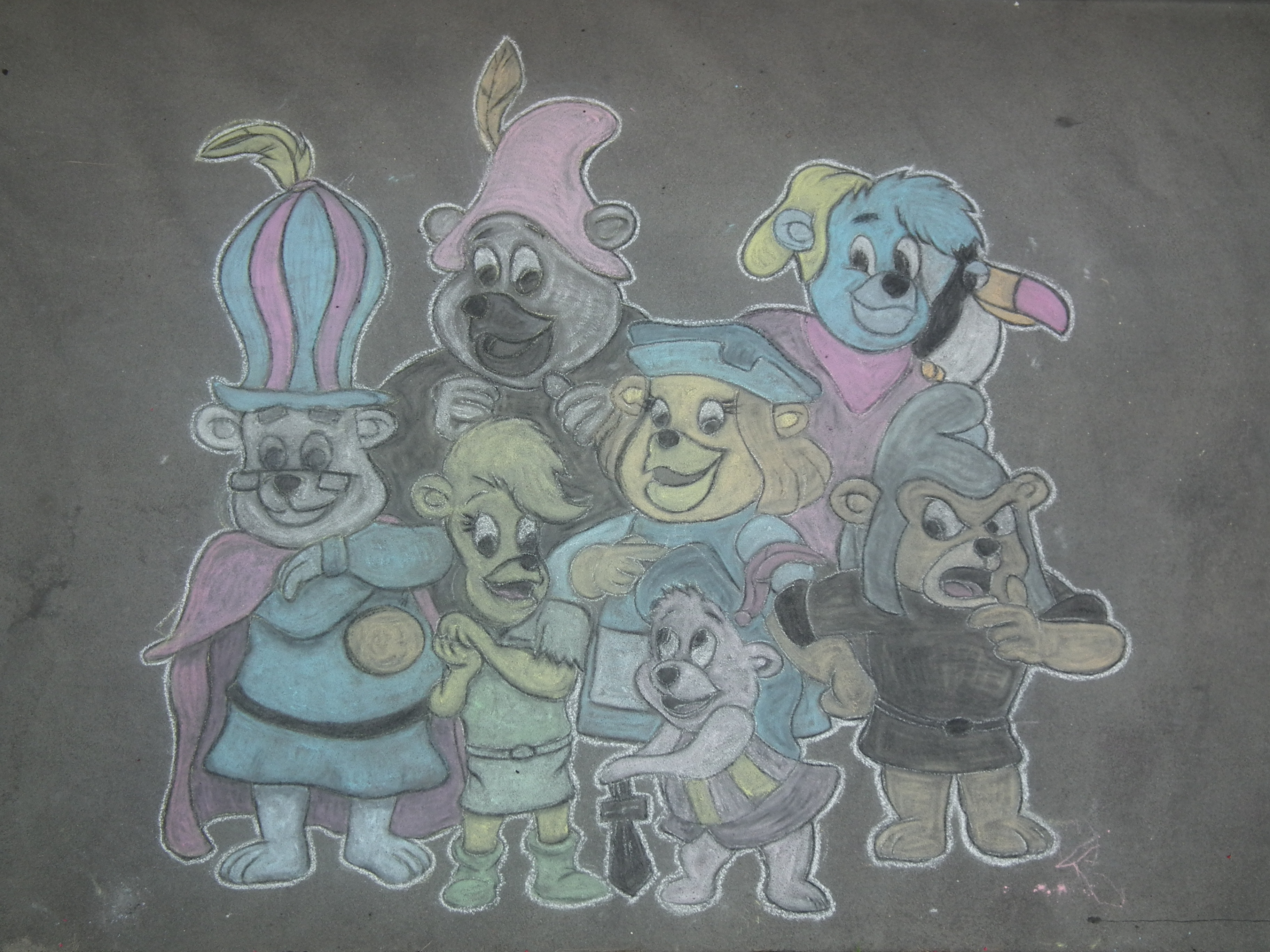
Murale a Dresda raffigurante i protagonisti

- Zummi Gummi (doppiato in inglese da Paul Winchell nelle prime cinque stagioni e da Jim Cummings nella sesta, e in italiano da Mario Bardella e da Gianni Giuliano nel ridoppiaggio dell'episodio 4x08) è un orso anziano che è il capo della Valle dei Gummi, custode della conoscenza e della saggezza dei Gummi e un modesto mago. È un po' smemorato con gli incantesimi, parla occasionalmente con lievi spoonerismi e soffre di acrofobia.
- Gruffi Gummi (doppiato in inglese da Bill Scott nella prima stagione e da Corey Burton nelle successive, e in italiano da Massimo Rinaldi) è l'artigiano e meccanico scontroso e conservatore della Valle dei Gummi. È la voce della ragione e un solido stratega per il gruppo, anche se il suo perfezionismo diventa regolarmente la sua rovina.
- Grammi Gummi (doppiata in inglese da June Foray e in italiano da Ludovica Modugno) è la matriarca della Valle dei Gummi, responsabile della cucina, delle faccende domestiche e della preparazione del succo di Gummifrutta secondo la ricetta segreta a lei tramandata.
- Tummi Gummi (doppiato in inglese da Lorenzo Music e in italiano da Paolo Buglioni nella prima stagione, da Gigi Angelillo nelle successive e da Alessandro Ballico nel ridoppiaggio dell'episodio 4x08) è un Gummi adolescente e sovrappeso. È rilassato, accomodante e nutre un grande amore per il cibo, ma ha notevoli (anche se per lo più nascoste) capacità tecniche e una buona comprensione, e spesso si comporta in modo imparziale nelle dispute o funge da arbitro.
- Sunni Gummi (doppiata in inglese da Katie Leigh e in italiano da Lorena Bertini e da Chiara Fabiano nel ridoppiaggio dell'episodio 4x08) è una Gummi preadolescente, eccitabile e ingenua, che mostra un vivo interesse per la cultura e la moda umana piuttosto che per la storia dei Gummi.
- Cubbi Gummi (doppiato in inglese da Noelle North e in italiano da Francesca Guadagno) è un cucciolo di Gummi, il più giovane della compagnia, che sogna di diventare un cavaliere. È caratterizzato come avventuroso e un po' impetuoso, ma con una mentalità aperta nel trovare soluzioni ai problemi che affronta.
- Cavin (doppiato in inglese da Christian Jacobs nella prima stagione, Brett Johnson nella seconda, David Faustino nella terza, Jason Marsden nella quarta e quinta e R. J. Williams nella sesta, e in italiano da Giorgio Borghetti) è un ragazzino che presta servizio come paggio e scudiero nel castello di Dunwyn. Cavin è il primo umano a incontrare i Gummi e fa amicizia con loro grazie al possesso di un medaglione Gummi che lascia a Zummi, diventando amico di Cubbi. Il personaggio è rappresentato nella serie come coraggioso e di buon cuore.
- Principessa Calla (doppiata in inglese da Noelle North e in italiano da Loredana Nicosia e da Joy Saltarelli nel ridoppiaggio dell'episodio 4x08) è la principessa di Dunwyn, provocatoriamente avventurosa e capace di difendersi nonostante la sua avversione per le circostanze e i doveri reali. È amica di Cavin e diventa amica anche di Sunni dopo aver incontrato i Gummi durante la prima stagione.
- Re Gregor (doppiato in inglese da Michael Rye e in italiano da Arturo Dominici) è il re di Dunwyn, descritto come un sovrano benevolo, coraggioso e buono per il suo popolo. Come la maggior parte degli umani, crede che i Gummi siano dei miti e quindi non sa che le loro azioni contribuiscono a proteggere il suo regno. Tuttavia, scopre la prodezza di combattimento precedentemente nascosta di sua figlia verso la fine della serie e ne rimane profondamente colpito.
- Sir Tuxford (doppiato in inglese da Bill Scott nella prima stagione, Roger C. Carmel nella seconda e Brian Cummings nelle successive, e in italiano da Massimo Corvo nelle prime quattro stagioni e da Sergio Matteucci nelle ultime due) è il cavaliere di rango più alto della corte di re Gregor e suo amico fidato, nonché superiore di Cavin. Tuxford è descritto come un uomo anziano e allegro, nonostante i suoi anni migliori come cavaliere siano ormai alle spalle.
- Il Duca Sigmund Igthorn (doppiato in inglese da Michael Rye e in italiano da Raffaele Uzzi) è un cavaliere caduto in disgrazia di Dunwyn, esiliato per aver cospirato contro re Gregor, che guida un esercito di orchioni per attaccare il regno dalla sua fortezza di Drekmore. Caratterizzato come un tiranno vendicativo e assetato di potere, è il principale antagonista della serie. Un elemento comune nelle storie in cui è coinvolto è il suo desiderio di trovare un'arma adatta ai suoi piani, oltre a voler catturare i Gummi per il loro succo.
- Orchiello (Toadwart, doppiato in inglese da Bill Scott nella prima stagione e Corey Burton nelle successive, e in italiano da Carlo Reali) è un orchione nano, che serve come luogotenente e secondo in comando di Igthorn. Solitamente parla di sé in terza persona ed è caratterizzato come più intelligente degli altri orchioni essendo alfabetizzato. Adula affettuosamente il duca, se non altro perché associarsi con lui gli conferisce una certa autorità sugli orchioni che altrimenti lo bullizzano.
- Augustus "Gusto" Gummi (doppiato in inglese da Rob Paulsen e in italiano da Mauro Gravina nella seconda e terza stagione, da Danilo De Girolamo nelle successive e da Nanni Baldini nel ridoppiaggio dell'episodio 4x08) è un Gummi artista, abbandonato su un'isola deserta con il suo amico Artie Deco, un tucano dalla parlantina saggia, prima di stabilirsi vicino alla Valle dei Gummi e aiutare gli altri Gummi quando necessario. Gusto è caratterizzato come un individualista con una capacità di risoluzione dei problemi fuori dagli schemi.
- Lady Veleno (Lady Bane, doppiata in inglese da Tress MacNeille e in italiano da Barbara Castracane) è una strega umana dotata di notevoli poteri, che mantiene la sua giovinezza grazie alla magia e desidera tutta la magia dei Gummi per sé.
- Sir Spinabacca (Sir Thornberry, doppiato in inglese da Walker Edmiston e in italiano da Sergio Matteucci nella quinta stagione e da Giorgio Lopez nella sesta) è un cavaliere Gummi anziano che funge da custode della città altrimenti disabitata di Ursalia. Il suo comportamento è eccentrico per una probabile combinazione del suo isolamento prolungato e della senilità, ma è ancora capace entro i suoi limiti mentali.
- Ursa (doppiata in inglese da Pat Musick e in italiano da Paola Giannetti) è la statuaria leader femminile dei Barbic, una tribù barbara di Orsi Gummi cacciati dalle loro terre native dagli umani e sprezzanti delle tradizioni ortodosse dei Gummi. Lei e la sua tribù prendono residenza a Ursalia su invito dei Gummi della Valle dei Gummi e di Sir Spinabacca.
- Gritty (doppiato in inglese da Peter Cullen e in italiano da Giampiero Albertini nell'episodio 5x08 e da Pietro Biondi nei successivi) è il duro e forte braccio destro di Ursa. Privo di un occhio, è convinto che la sua forza bruta e i suoi muscoli siano tutto ciò di cui ha bisogno per fare il suo lavoro.
- Unwin (doppiato in inglese da Will Ryan e in italiano da Danilo De Girolamo nella prima stagione e da Mauro Gravina nella seconda) è uno scudiero alla corte di re Gregor. È raffigurato come un bullo nei confronti di Cavin, ma si dimostra sempre un codardo.

## Episodi
| Stagione         | Episodi | Prima TV USA | Prima TV Italia |
| ---------------- | ------- | ------------ | --------------- |
| Prima stagione   | 13      | 1985         | 1986            |
| Seconda stagione | 8       | 1986         | 1989            |
| Terza stagione   | 8       | 1987         | 1989            |
| Quarta stagione  | 10      | 1988         | 1991            |
| Quinta stagione  | 8       | 1989         | 1991            |
| Sesta stagione   | 18      | 1990-1991    | 1992-1993       |

## Sigla
La sigla originale è intitolata "Gummi Bears Theme" e fu scritta e composta dal duo Silversher & Silversher e cantata da Joseph Williams. La versione italiana, dal titolo "I Gummi", fu scritta da Sergio Menegale e da lui cantata insieme a Francesca Menegale; pur mantenendo la stessa melodia della versione originale, la sigla italiana presente una base arrangiata in modo diverso. La sigla italiana fu anche pubblicata nel singolo I Gummi (Gummi Bears Theme)/I Gummi (Gummi Bears Theme) (Canta Con Noi).

## Edizione italiana
L'edizione italiana della serie fu trasmessa su Raiuno dal 4 ottobre 1986 al 1993. Il doppiaggio fu eseguito dal Gruppo Trenta e diretto da Marco Guadagno, anche coautore dei dialoghi insieme a Mario Paolinelli e Claudia Mazzocca. Per la pubblicazione della serie su Disney+ il 12 novembre 2019, l'episodio 4x08 fu ridoppiato da un cast quasi completamente diverso (solo Grammi e Sir Tuxford mantengono le stesse voci dell'epoca) e con un nuovo adattamento dei dialoghi.

## Accoglienza
I Gummi fu la prima serie televisiva animata di lunga durata serializzata della Disney (I Wuzzles, trasmessa contemporaneamente alla sua prima stagione, durò solo 13 episodi) e spesso le viene attribuito il merito di aver contribuito a dare il via al boom dell'animazione televisiva tra la fine degli anni ottanta e i primi anni novanta. Di conseguenza, divenne anche il precursore del famoso blocco di programmazione The Disney Afternoon, in cui furono trasmesse altre famose serie televisive Disney come DuckTales - Avventure di paperi, Cip & Ciop agenti speciali e Gargoyles - Il risveglio degli eroi. Sebbene molte di queste serie abbiano superato I Gummi in termini di budget e lunghezza, la serie è spesso accreditata come una sorta di prototipo per tutta l'animazione che la seguì.
La serie ebbe un tale successo nel Regno Unito che gli episodi "Un nuovo inizio" e "Tummi, il piè veloce" furono distribuiti come cortometraggi cinematografici nel 1986 e nel 1987, abbinati rispettivamente a Basil l'investigatopo e a una riedizione di Pinocchio.

## Edizioni home video

### VHS
La serie non è mai stata distribuita in VHS negli Stati Uniti, mentre all'estero sono state pubblicate varie videocassette contenenti episodi delle prime tre stagioni. In Italia furono pubblicate, con il titolo Gummi's:
- la prima stagione (eccetto l'episodio 12) in sei VHS nel 1987;
- la seconda stagione in quattro VHS a maggio e giugno del 1988;
- la terza stagione in quattro VHS da settembre 1988 a gennaio 1989;
- una selezione di episodi in nove VHS da mezz'ora con box cartonato nel 1994 e 1995.

Nelle suddette videocassette gli episodi non erano presentati in ordine cronologico.

### DVD
Le prime tre stagioni della serie vennero distribuite in DVD-Video in America del Nord il 14 novembre 2006, in un cofanetto da tre dischi. Ad esso non seguirono altri volumi, ma le stagioni successive sono state pubblicate in DVD in alcuni paesi europei e in Australia.

## Altri media
I Gummi fu adattata in una striscia a fumetti giornaliera, pubblicata dal 1º settembre 1986 al 1º aprile 1989. La striscia era sceneggiata da Lee Nordling e disegnata da Rick Hoover. Furono inoltre realizzate alcune storie a fumetti per la pubblicazione all'estero; l'unica pubblicata in Italia fu La vera storia dei Gummi's, tratta dal primo episodio.